# Контавейт, Анетт
Ане́тт Контаве́йт (эст. Anett Kontaveit; род. 24 декабря 1995, Таллин) — эстонская теннисистка; бывшая вторая ракетка мира в одиночном разряде; финалистка одного Итогового турнира WTA в одиночном разряде (2021); победительница шести турниров WTA в одиночном разряде; победительница одиночного турнира Orange Bowl (2011); финалистка одного юниорского турнира Большого шлема в одиночном разряде (Открытый чемпионат США-2012); бывшая четвёртая ракетка мира в юниорском рейтинге.

## Общая информация
Мать Улле — является теннисным тренером. С ней она начала заниматься теннисом в шесть лет. Отец — Андрус — менеджер в Таллинском порту. Имеет сводную сестру.
Любимое покрытие — хард, любимый турнир — Уимблдон, кумирами в мире тенниса называет Марию Шарапову, Роджера Федерера и Викторию Азаренко.

## Спортивная карьера

### Начало карьеры
Юниорская карьера

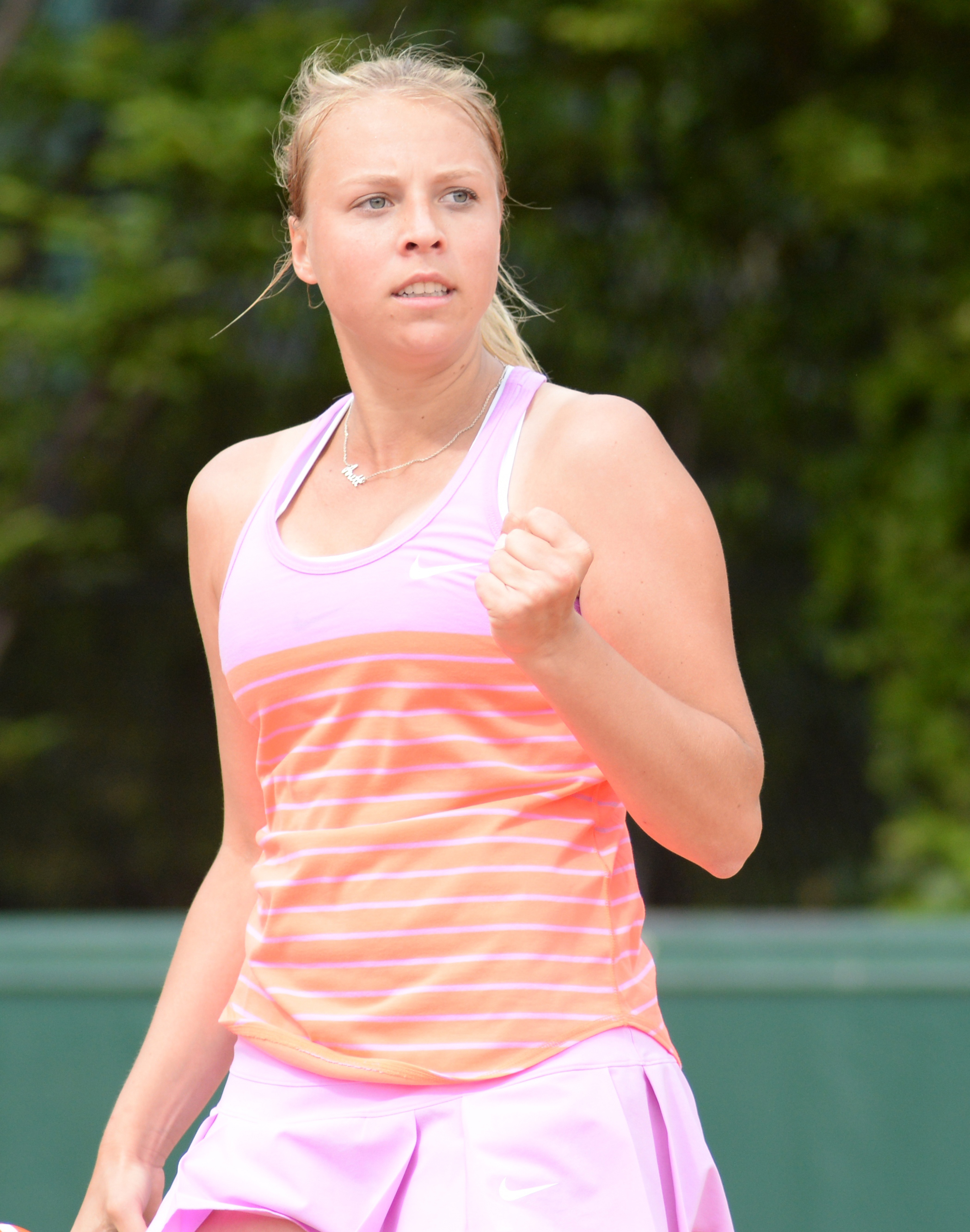
Контавейт в 2015 году

Первые выступления в Юниорском туре ITF Контавейт пришлись на 2009 год. Пик результатов пришёлся на 2011—2012 года. Она в конце 2011 года смогла выиграть престижный юниорский турнир Orange Bowl на грунте. В 2012 году она дважды достигла полуфиналов юниорских турниров серии Большого шлема и однажды вышла в финал (уступив титул Открытого чемпионата США Саманте Кроуфорд). ЭТо позволило эстонской теннисистке подняться на 4-ю строчку юниорского рейтинга. В 2013 году она играла в юниорах только на Больших шлемах и один раз на Открытом чемпионате Австралии смогла достичь полуфинала.
Начало взрослой карьеры
Ещё в 2009 году Контавейт, в возрасте 13-ти лет, стала самой молодой чемпионкой Эстонии по теннису среди взрослых, а через год защитила титул. Первый взрослый турнир из цикла ITF Анетт сыграла летом 2010 года. В январе 2011 года, у себя на родине, на четвёртом взрослом турнире в карьере она смогла выиграть первый титул. С 2011 года она стала привлекаться в национальную команду в Кубке Федерации.
В марте 2013 года Контавейт дебютировала в основных соревнованиях WTA-тура, получив уайлд-кард на крупный турнир в Майами. В первом матче на таком уровне она проиграла американке Кристине Макхейл. За сезон Анетт несколько раз сыграла в финалах 25-тысячников из цикла ITF и к концу года входила в третью сотню рейтинга. На старте сезона 2014 года в Окленде она впервые прошла на турнир WTA через квалификацию. В апреле ей удалось выиграть 50-тысячник ITF в парном разряде, став победительницей в Дотане (США) с Илоной Кремень. Первая попытка квалифицироваться на взрослый Большой шлем закончилась для Контавейт поражением в финале отбора на Ролан Гаррос от Хезер Уотсон. Зато следующую свою квалификацию на Уимблдон она успешно прошла, обыграв в том числе Эшли Барти, и дебютировала в основной сетке Большого шлема.
Первую половину 2015 года Контавейт провела не слишком удачно и не смогла попасть ни на один турнир основного тура. Хорошие результаты начались с июня на траве. Сначала она выиграла 50-тысячник из цикла ITF в Истборне. Затем после полуфиналов ещё на двух 50-тысячниках она сыграла на Уимблдоне, благодаря уайлд-кард, но уже в первом раунде проиграла сильной сопернице — Виктории Азаренко. На Открытом чемпионате США Контавейт смогла выиграть шесть матчей подряд, включая три раунда квалификации. В основной сетке она нанесла поражения Кейси Деллакква, Анастасии Павлюченковой, Мэдисон Бренгл и впервые в карьере прошла в четвёртый раунд Большого шлема. В борьбе за 1/4 финала Анетт уступила опытной Винус Уильямс. Результат в США позволил ей подняться на 56 позиций вверх в рейтинге и впервые войти в топ-100.

### 2016—2018 (первый титулы WTA и попадание топ-30)

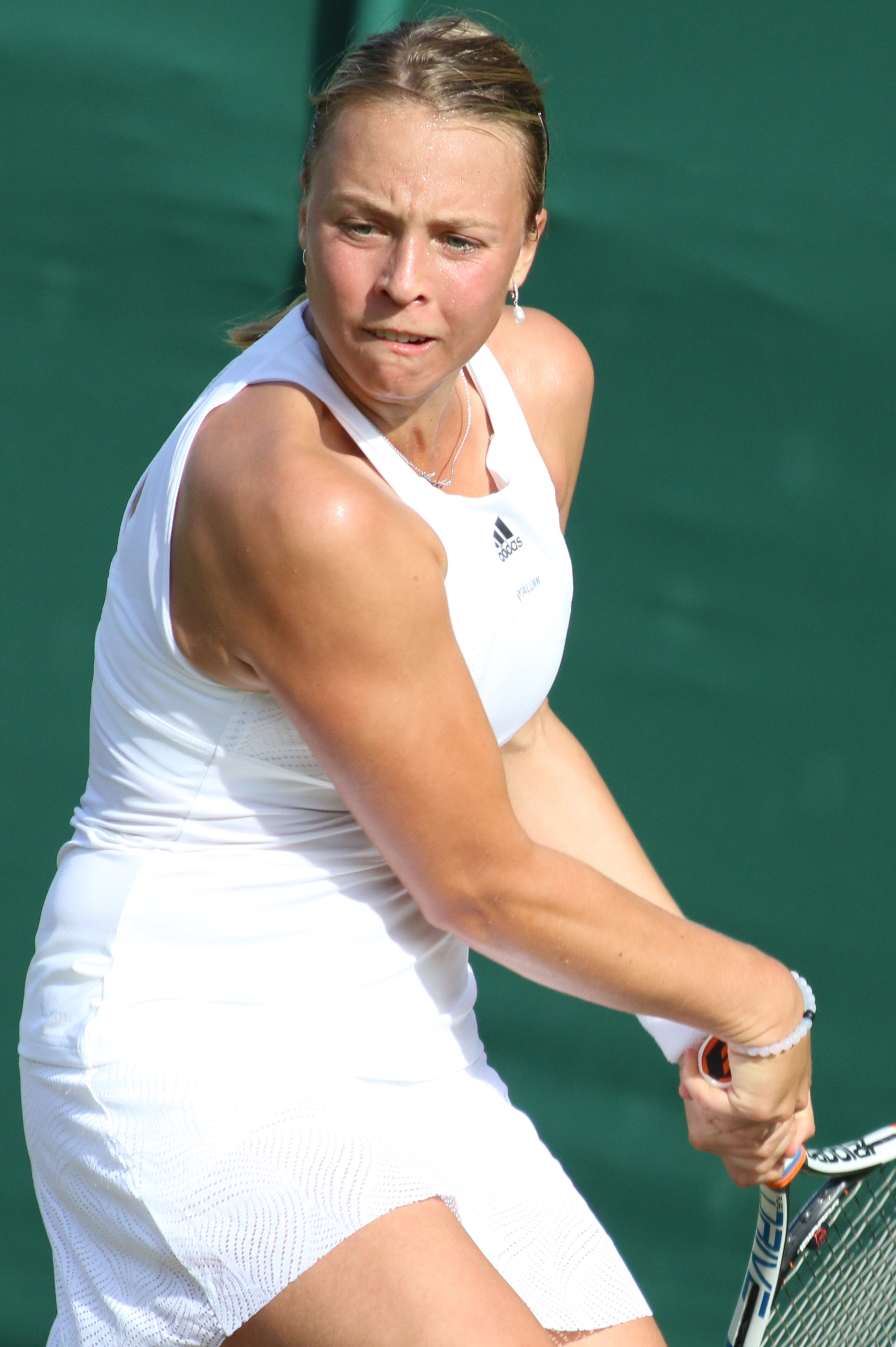
Контавейт на Уимблдоне 2017 года

На старте сезона 2016 года Контавейт вышла в четвертьфинал турнира в Шэньчжэне. Открытый чемпионата Австралии она завершила уже в первом раунде и следующим хорошим результатом для неё стал полуфинал турнира в Монтеррее в начале марта. Далее опять последовал спад и пропуск всего грунтового отрезка сезона, кроме Ролан Гаррос, где она проиграла в первом раунде. В июне в Ноттингеме она вышла в четвертьфинал и смогла обыграть сильную соперницу — Каролину Возняцки, однако на Уимблдоне последовало поражение в первом раунде от Барборы Стрыцовой. После вылета в первом раунде Открытого чемпионата США (проигрыш Елене Весниной, Контавейт покинула топ-100. В концовке сезона лучшим результатом для неё стал полуфинал турнира в Гуанчжоу.
В 2017 году 22-летняя эстонская теннисистка смогла прибавить в результатах и выйти на новый уровень. В январе она в основном туре сыграла только на Открытом чемпионате Австралии и после вылета в первом раунде отправилась на 60-тысячник в Андрезье-Бутеоне, где смогла выиграть главный приз. Постепенно набирая форму, Контавейт в марте смогла через квалификацию пробиться на крупные турниры в Индиан-Уэлсе и Майами, и вскоре после этого вернулась в топ-100 мирового рейтинга. На старте грунтового отрезка сезона она смогла выйти в свой первый финал в рамках WTA-тура — на турнире в Биле, в котором проиграла ещё одной дебютантке Маркете Вондроушовой.
После этого она отправилась на квалификацию Премьер-турнира в Штутгарте и успешно прошла три раунда. В основной сетке Контавейт смогла выиграть ещё два матча (в том числе впервые теннисистку из топ-10: во втором раунде она переиграла № 6 в мире Гарбинью Мугурусу) и вышла в четвертьфинал. В мае на турнире серии Премьер 5 в Риме Контавейт, успешно преодолев квалификацию, вышла затем в четвертьфинал. В матче второго раунда она смогла впервые выиграть действующую первую ракетку мира, которой в тот момент была Анжелика Кербер, при этом не отдав ни гейма во втором сете (6:4, 6:0). На Ролан Гаррос она выбыла во втором раунде, где её обыграла прошлогодняя чемпионка Мугуруса. Серия хороших результатов позволили эстонке подняться в топ-50.
В июне 2017 года, с началом травяной части сезона, Контавейт смогла выиграть свой первый титул WTA, завоевав его на турнире в Хертогенбосе. В финале она одолела россиянку Наталью Вихлянцеву — 6:2, 6:3. На Уимблдоне Анетт впервые выиграла матчи в основной сетке и прошла в третий раунд. Далее она сыграла в финале турнира в Гштаде уже на грунте, но проиграла там Кики Бертенс из Нидерландов в трёх сетах. После этого результата Контавейт поднялась в рейтинге уже в топ-30. Следующий хардовый отрезок сезона прошёл уже на спаде и эстонка за восемь турниров до конца года смогла выиграть лишь два матча, завершив год на 34-й строчки рейтинга.
В 2018 году Контавейт показывала ещё более стабильную игру. Начала сезон она в статусе теннисистки из топ-20. На Открытом чемпионате Австралии она впервые преодолела первый раунд и далее выиграла ещё два матча (в том числе у № 7 в мире Елены Остапенко), пробравшись в четвёртый раунд. В матче за выход в 1/4 финала она проиграла Карле Суарес Наварро из Испании. После этого последовал спад и следующее достижение пришлось на апрель, когда Контавейт вышла в полуфинал грунтового турнира в Штутгарте. На крупном соревновании в Мадриде эстонка в первом раунде переиграла № 8 в мире Винус Уильямс и в целом прошла в третий раунд. Затем в Риме она вновь победила старшую из сестёр Уильямс уже на стадии третьего раунда, а после этого в 1/4 финала оказалась сильнее второй ракетки мира Каролины Возняцки (6:3, 6:1). В первом для себя полуфинале уровня Премьер 5 она проиграла Элине Свитолиной из Украины. На Открытом чемпионате Франции Контавейт одержала победу ещё над одной представительницей топ-10 — Петрой Квитовой в третьем раунде. Впервые сыграв в Париже четвёртый раунд, она проиграла его финалистке того года Слоан Стивенс.
На Уимблдоне 2018 года Контавейт смогла дойти до третьего раунда. В летней хардовой части сезона её результаты упали и на Открытом чемпионате США она проиграла уже в первом раунде. В сентябре она отлично смогла проявить свои качества на турнире серии Премьер 5 в Ухане. Победив в первом раунде № 9 в мире Слоан Стивенс, далее на пути эстонской спортсменки были менее рейтинговые соперницы и она смогла оформить выход в финал — дебютный в карьере на Премьер-турнирах. В решающем матче Контавейт уступила Арине Соболенко из Беларуси со счётом 3:6, 3:6. В октябре она на две недели вошла в топ-20 и получила право сыграть на втором по значимости Итоговом турнире — Трофей элиты WTA, на котором выиграла один матч у Юлии Гёргес и проиграла Элизе Мертенс, не сумев выйти из группы. По итогам сезона 2018 года она заняла 21-е место в рейтинге.

### 2019—2021 (1/4 финала в Австралии, попадание топ-10 и финал Итогового турнира)

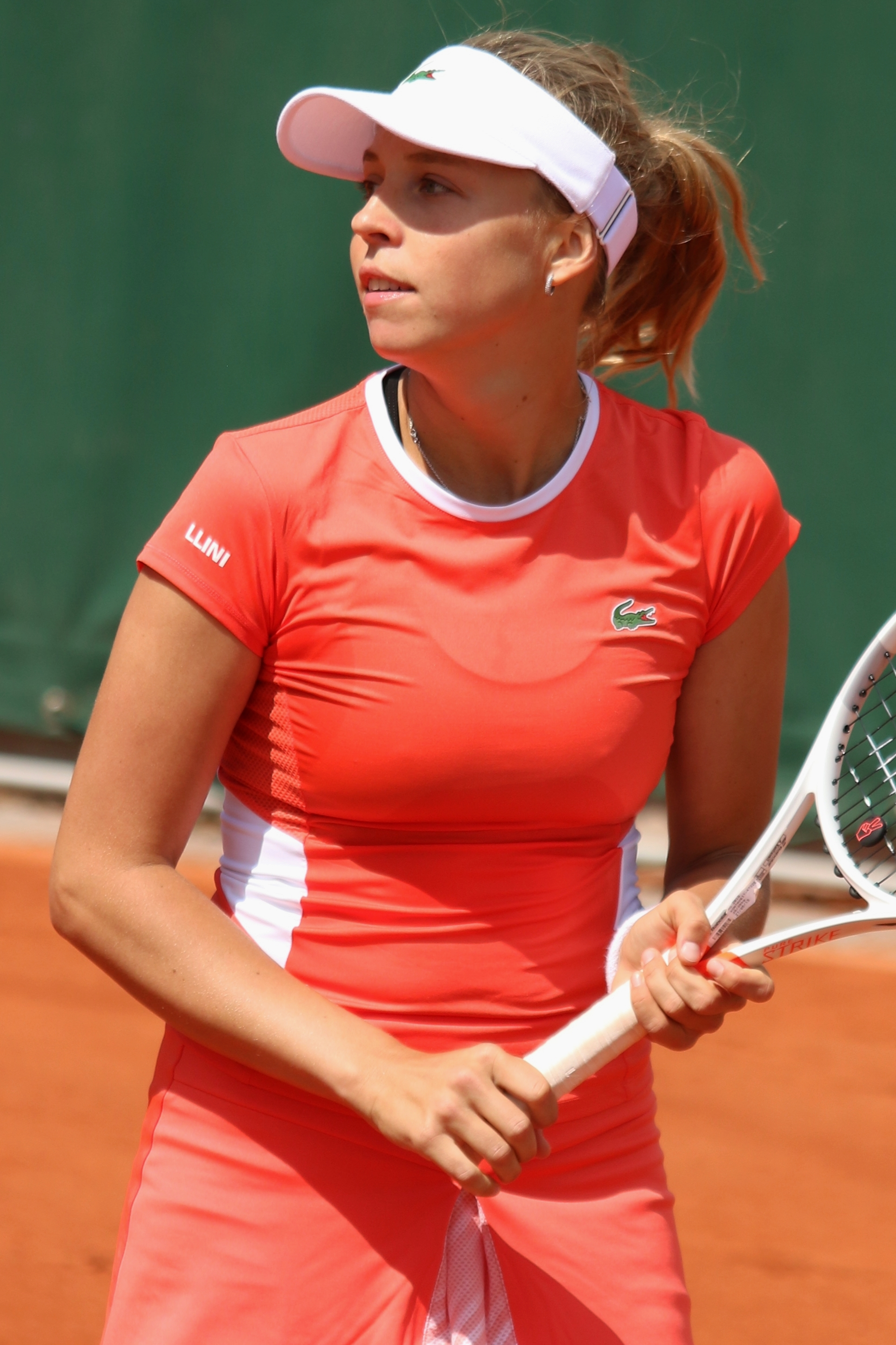
Контавейт на Ролан Гаррос 2019 года

В январе 2019 года на турнире в Брисбене Контавейт обыграла № 7 в мире Квитову и вышла в четвертьфинал. На Открытом чемпионате Австралии она завершила выступления во втором раунде. В марте в Индиан-Уэлсе она вышла в четвёртый раунда, а в Майами уже смогла доиграть до полуфинала. В апреле Контавейт приняла участие на турнире в Штутгарте, где дошла до финала, в котором проиграла теннисистке из Чехии Петре Квитовой — 0:6, 6:7(2). На Открытом чемпионате Франции она проиграла в первом же раунде чешке Каролине Муховой. В июле на Уимблдонском турнире она доиграла до третьего раунда. На Открытом чемпионате США она также дошла до третьего раунда, но не вышла на матч против Белинды Бенчич из Швейцарии из-за вирусного заболевания. До конца сезона она уже больше не выступала и завершила 2019 год на 26-м месте рейтинга.
На Открытом чемпионате Австралии 2020 года эстонка впервые в карьере вышла в 1/4 финала турнира Большого шлема. Контавейт, посеянная 20-й, последовательно обыграла Астру Шарму (6:2, 6:0), Сару Соррибес Тормо (6:2, 4:6, 6:1), шестую сеянную Белинду Бенчич (6:0, 6:1) и Игу Свёнтек (6:7(4), 7:5, 7:5). В четвертьфинале Анетт не смогла оказать сопротивления Симоне Халеп (1:6, 1:6). В феврале Контавейт в очередной раз выступила в составе сборной в Кубке Билли Джин Кинг и в зональном отборе смогла обыграть в одном из матчей № 4 в мире Элину Свитолину. Затем на Премьер-турнире в Дубае она вышла в четвертьфинал. После паузы в сезоне она приняла участие в августе на турнире в Палермо и смогла выйти в финал, проиграв его Фионе Ферро из Франции. На турнире серии Премьер 5 в Цинциннати ей удалось забраться в четвертьфинал, а на Открытом чемпионате США Контавейт впервые с 2015 года дошла до 4-го круга — оба раза она уступала Наоми Осаке, которая позже вышла в финал в Цинциннати и стала чемпионкой на кортах Нью-Йорка.
2021 год стал лучшим в карьере Контавейт. В начале феврале она вышла в финал подготовительного (к первом Большому шлему) турнира в Мельбурне, но титульный матч с Энн Ли сыгран не был из-за задержек в графике турнира. На Открытом чемпионате Австралии она доиграла до третьего раунда, в котором уступила Шелби Роджерс. В марте эстонка доиграла до 1/4 финала в Дохе и третьего раунда в Дубае и Майами. В апреле на грунтовом турнире в Штутгарте она смогла превзойти во втором раунде № 4 в мире Софию Кенин и пройти в четвертьфинал. На Ролан Гаррос Контавейт в третьем раунде проиграла, защищающей прошлогодний титул, Иге Свёнтек. Отрезок сезона на траве она начала с выхода в финал турнира в Истборне, где проиграла Елене Остапенко со счётом 3:6, 3:6. Однако на Уимблдоне Аннет проиграла уже в первом раунде Маркете Вондроушовой. На дебютной для себя на Олимпиаде в Токио она также выступила неудачно, уступив в первом же раунде Марии Саккари.
С августа 2021 года Контавейт стала тренироваться под руководством Дмитрия Турсунова и это сотрудничество принесло успех. В конце месяца она выиграла второй титул WTA в карьере и первый с 2017 года. Произошло это на турнире в Кливленде, в финале которого она переиграла румынку Ирину-Камелию Бегу. На Открытом чемпионате США 25-летняя эстонка в третьем раунде проиграла Иге Свёнтек. Осенью Контавейт провела сверхрезультативный отрезок. В конце сентября она смогла завоевать ещё один титул на турнире в Остраве. В полуфинале она обыграла местную любимицу и № 10 в мире Петру Квитову (6:0, 6:4), а в финале смогла отомстить Марии Саккари за поражение на Олимпиаде (6:2, 7:5). С октября Контавейт вошла в топ-20. На перенесенном на этот период турнире в Индиан-Уэлсе она смогла дойти до четвертьфинала. Затем её ждал новый успех — Анетт выиграла Кубок Кремля в Москве. В 1/4 финала она одолела № 5 в мире Гарбинью Мугурусу, а затем обыграла Маркету Вондроушову и в финале Екатерину Александрову. Через неделю после Кубка Кремля Контавейт выиграла турнир WTA 250 в Клуж-Напоке, переиграв в финал Симону Халеп в двух сетах.
Эти успехи позволили эстонской теннисистке за две недели подняться с 20-го на 8-е место в мировом рейтинге и отобраться на Итоговый турнир WTA в Гвадалахаре. В своей группе она смогла обыграть двух чешских теннисисток: Барбору Крейчикову и Каролину Плишкову, уступив только испанке Гарбинье Мугурусе. Пройдя в итоге в полуфинал с первого места, она вышла на Марию Саккари и смогла у неё выиграть со счётом 6:1, 3:6, 6:3. В финале она вновь сыграла против Мугурусы и опять проиграла — 3:6, 5:7. Отлично проведенная концовка сезона, позволила Контавейт завершить 2021 год в качестве седьмой ракетки мира.

### 2022—2023 (№ 2 в мире и завершение карьеры)

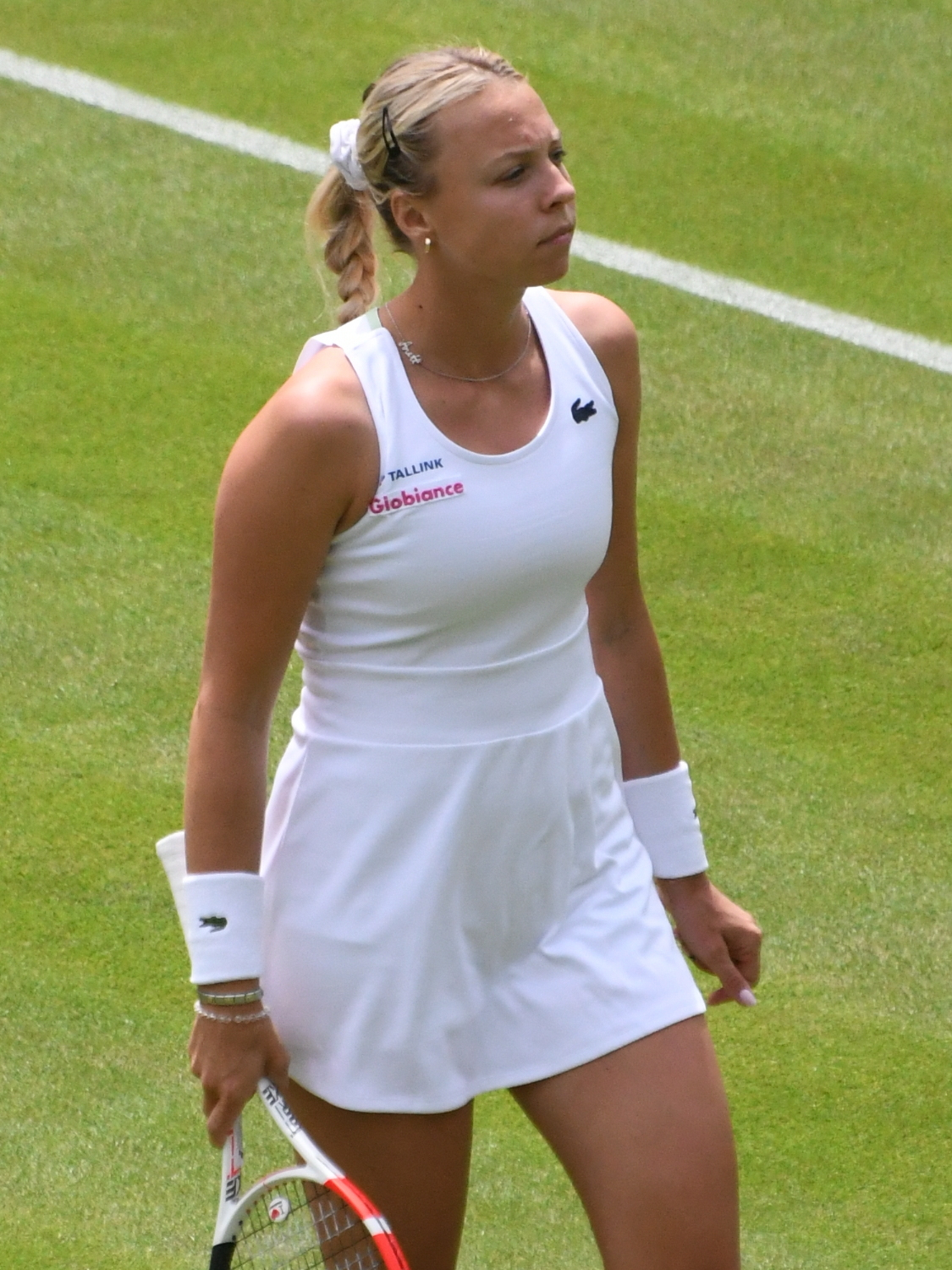
Контавейт на Уимблдоне 2022 года

Стартовала в 2022 году Контавейт с турнира в Сиднее и сумела там выйти в полуфинал. На Открытом чемпионате Австралии она проиграла уже во втором раунде, уступив Кларе Таусон. В феврале она победила на турнире в Санкт-Петербурге, обыграв в финале седьмую в мире Марию Саккари (5-7, 7-6, 7-5). На Премьер-турнире в Дохе Контавейт довела победную серию до девяти матчей подряд и вышла в финал, в котором её серию прервала Ига Свёнтек (2-6, 0-6). В грунтовой части сезона Контавейт сыграла три турнира, вышла в один четвертьфинал в Штутгарте, а на Ролан Гаррос проиграла в первом же раунде. Несмотря на это ей удалось по окончании Большого шлема в Париже подняться на вторую строчку в мировом рейтинге. Уимблдон завершился во втором раунде. В июле она сыграла на грунтовом турнире в Гамбурге, где вышла в решающий матч, однако проиграла в нём Бернарде Пера (2-6, 4-6). Перейдя на хард, эстонка вышла в четвертьфинал турнира в Праге. На Открытом чемпионате США во втором раунде встретилась с Сереной Уильямс и проиграла ей в трёх сетах. По окончании турнира она лишилась звания второй ракетки мира, опустившись на третью позицию. Осенью Контавейт сыграла в ещё одном финале на домашнем турнире в Таллине, однако не смогла порадовать местную публику, проиграв Барборе Крейчиковой (2-6, 3-6). В концовке сезона после потери большого количества рейтинговых очков за прошлогодние достижения она опустилась на 17-е место рейтинга.
На Открытом чемпионате Австралии 2023 года Контавейт проиграла на стадии второго раунда. В апреле она сыграла последние матчи в составе сборной Эстонии в Кубке Билли Джин Кинг. За 13 лет она сыграла за сборную 48 матчей (из них 33 одиночных) и выиграла 30 раз (из них 25 одиночных). Ролан Гаррос завершился поражением в первом раунде. 19 июня 2023 года Анетт Контавейт объявила о предстоящем завершении карьеры после Уимблдонского турнира в возрасте 27 лет. Причиной этому стали травма спины, которые не позволили теннисистке полноценно соревноваться. На последнем в карьере турнире она доиграла до второго раунда, проведя последний матч против Марии Боузковой из Чехии.

## Итоговое место в рейтинге WTA по годам
| Год  | Одиночный рейтинг | Парный рейтинг |
| 2022 | 17                | 506            |
| 2021 | 7                 | 211            |
| 2020 | 23                | 110            |
| 2019 | 26                | 103            |
| 2018 | 21                | 1080           |
| 2017 | 34                | 404            |
| 2016 | 110               |                |
| 2015 | 91                | 403            |
| 2014 | 166               | 451            |
| 2013 | 228               | 290            |
| 2012 | 436               | 1 083          |
| 2011 | 573               | 955            |

## Выступления на турнирах

### Финалы Итоговых турнировWTAв одиночном разряде (1)

#### Поражение (1)
| №  | Год  | Турнир               | Покрытие | Соперница в финале | Счёт    |
| 1. | 2021 | Гвадалахара, Мексика | Хард     | Гарбинье Мугуруса  | 3-6 5-7 |

### Финалы турнировWTAв одиночном разряде (17)

#### Победы (6)
| Легенда:                                   |
| ------------------------------------------ |
| Турниры Большого шлема (0)*                |
| Олимпиада (0)                              |
| Итоговый турнир WTA (0)                    |
| Premier Mandatory / WTA 1000 Mandatory (0) |
| Premier 5 / WTA 1000 (0)                   |
| Premier / WTA 500 (3)                      |
| International / WTA 250 (3)                |

| Титулы по покрытиям | Титулы по месту проведения матчей турнира |
| ------------------- | ----------------------------------------- |
| Хард (5)*           | Зал (4)                                   |
| Грунт (0)           | Зал (4)                                   |
| Трава (1)           | Открытый воздух (2)                       |
| Ковёр (0)           | Открытый воздух (2)                       |

* количество побед в одиночном разряде.
| №  | Дата             | Турнир                  | Покрытие   | Соперница в финале     | Счёт           |
| 1. | 18 июня 2017     | Хертогенбос, Нидерланды | Трава      | Наталья Вихлянцева     | 6-2 6-3        |
| 2. | 28 августа 2021  | Кливленд, США           | Хард       | Ирина-Камелия Бегу     | 7-6(5) 6-4     |
| 3. | 26 сентября 2021 | Острава, Чехия          | Хард (зал) | Мария Саккари          | 6-2 7-5        |
| 4. | 24 октября 2021  | Москва, Россия          | Хард (зал) | Екатерина Александрова | 4-6 6-4 7-5    |
| 5. | 31 октября 2021  | Клуж-Напока, Румыния    | Хард (зал) | Симона Халеп           | 6-2 6-3        |
| 6. | 13 февраля 2022  | Санкт-Петербург, Россия | Хард (зал) | Мария Саккари          | 5-7 7-6(4) 7-5 |

#### Поражения (10)
| №   | Дата             | Турнир                  | Покрытие    | Соперница в финале  | Счёт        |
| 1.  | 16 апреля 2017   | Биль, Швейцария         | Хард (зал)  | Маркета Вондроушова | 4-6 6-7(6)  |
| 2.  | 23 июля 2017     | Гштад, Швейцария        | Грунт       | Кики Бертенс        | 4-6 6-3 1-6 |
| 3.  | 29 сентября 2018 | Ухань, Китай            | Хард        | Арина Соболенко     | 3-6 3-6     |
| 4.  | 28 апреля 2019   | Штутгарт, Германия      | Грунт (зал) | Петра Квитова       | 3-6 6-7(2)  |
| 5.  | 9 августа 2020   | Палермо, Италия         | Грунт       | Фиона Ферро         | 2-6 5-7     |
| 6.  | 26 июня 2021     | Истборн, Великобритания | Трава       | Елена Остапенко     | 3-6 3-6     |
| 7.  | 17 ноября 2021   | Итоговый турнир WTA     | Хард        | Гарбинье Мугуруса   | 3-6 5-7     |
| 8.  | 26 февраля 2022  | Доха, Катар             | Хард        | Ига Свёнтек         | 2-6 0-6     |
| 9.  | 23 июля 2022     | Гамбург, Германия       | Грунт       | Бернарда Пера       | 2-6 4-6     |
| 10. | 2 октября 2022   | Таллин, Эстония         | Хард (зал)  | Барбора Крейчикова  | 2-6 3-6     |

#### Несыгранные финалы (1)
| №  | Дата           | Турнир              | Покрытие | Соперница в финале |
| 1. | 7 февраля 2021 | Мельбурн, Австралия | Хард     | Энн Ли             |

### Финалы турнировITFв одиночном разряде (14)

#### Победы (11)
| Легенда:                    |
| --------------------------- |
| 100.000 USD (0)*            |
| 80.000 (75.000)** USD (0)   |
| 60.000 (50.000)** USD (2+1) |
| 25.000 USD (2+1)            |
| 15.000 USD (0)              |
| 15.000 (10.000)** USD (7+3) |

** призовой фонд до 2017 года
| Титулы по покрытиям | Титулы по месту проведения матчей турнира |
| ------------------- | ----------------------------------------- |
| Хард (8+3)*         | Зал (4+1)                                 |
| Грунт (2+2)         | Зал (4+1)                                 |
| Трава (1)           | Открытый воздух (7+4)                     |
| Ковёр (0)           | Открытый воздух (7+4)                     |

* количество побед в одиночном разряде + количество побед в парном разряде.
| №   | Дата            | Турнир                    | Покрытие   | Соперница в финале | Счёт           |
| 1.  | 30 января 2011  | Таллин, Эстония           | Хард (зал) | Зузана Лукнарова   | 6-4 4-6 6-2    |
| 2.  | 7 августа 2011  | Савитайпале, Финляндия    | Грунт      | Лизанне ван Рит    | 6-3 6-1        |
| 3.  | 30 октября 2011 | Стокгольм, Швеция         | Хард (зал) | Зина Кайзер        | 6-4 6-2        |
| 4.  | 26 февраля 2012 | Таллин, Эстония           | Хард (зал) | Катажина Питер     | 7-5 6-4        |
| 5.  | 26 августа 2012 | Сан-Луис-Потоси, Мексика  | Хард       | Виктория Родригес  | 6-1 6-1        |
| 6.  | 19 мая 2013     | Марафон, Греция           | Хард       | Люси Браун         | 6-4 6-7(6) 6-3 |
| 7.  | 1 июня 2013     | Москва, Россия            | Грунт      | Чагла Бююкакчай    | 6-1 6-1        |
| 8.  | 4 августа 2013  | Измир, Турция             | Хард       | Башак Эрайдын      | 4-6 7-6(4) 6-0 |
| 9.  | 13 октября 2013 | Маргарет-Ривер, Австралия | Хард       | Ирина Фалькони     | 6-2 6-4        |
| 10. | 5 июня 2015     | Истборн, Великобритания   | Трава      | Алла Кудрявцева    | 7-6(4) 7-6(2)  |
| 11. | 29 января 2017  | Андрезье-Бутеон, Франция  | Хард (зал) | Ивана Йорович      | 6-4 7-6(5)     |

#### Поражения (3)
| №  | Дата             | Турнир                | Покрытие   | Соперница в финале  | Счёт    |
| 1. | 15 сентября 2013 | Подгорица, Черногория | Грунт      | Штефани Фогт        | 4-6 3-6 |
| 2. | 16 февраля 2014  | Таллин, Эстония       | Хард (зал) | Тимея Бачински      | 3-6 3-6 |
| 3. | 23 февраля 2014  | Москва, Россия        | Хард (зал) | Александра Соснович | 3-6 2-6 |

### Финалы турнировITFв парном разряде (8)

#### Победы (5)
| №  | Дата            | Турнир                   | Покрытие   | Партнёрша       | Соперницы в финале              | Счёт           |
| 1. | 26 августа 2012 | Сан-Луис-Потоси, Мексика | Хард       | Эмили Фаннинг   | Эрин Кларк Элизабет Феррис      | 6-0 6-3        |
| 2. | 30 марта 2013   | Таллин, Эстония          | Хард (зал) | Елена Остапенко | Людмила Киченок Надежда Киченок | 2-6 7-5 [10-0] |
| 3. | 4 мая 2013      | Эдинбург, Великобритания | Грунт      | Джессика Рен    | Анна Смит Франческа Стефенсон   | 6-2 6-3        |
| 4. | 4 августа 2013  | Измир, Турция            | Хард       | Полина Лейкина  | Хуля Эсен Лютфие Эсен           | 6-4 7-5        |
| 5. | 20 апреля 2014  | Дотан, США               | Грунт      | Илона Кремень   | Оливия Роговска Шелби Роджерс   | 6-1 5-7 [10-5] |

#### Поражения (3)
| №  | Дата            | Турнир          | Покрытие   | Партнёрша     | Соперницы в финале                | Счёт           |
| 1. | 30 января 2011  | Таллин, Эстония | Хард (зал) | Марет Ани     | Евгения Криворучко Тамара Чурович | 6-7(8) 1-6     |
| 2. | 19 мая 2013     | Марафон, Греция | Хард       | Лора Дейджман | Деспоина Вогасари Лина Джёрческа  | 4-6 6-2 [6-10] |
| 3. | 7 сентября 2013 | Москва, Россия  | Грунт      | Ольга Янчук   | Алёна Сотникова Анна Шкудун       | 3-6 4-6        |

## История выступлений на турнирах
| Турнир                       | 2014          | 2015          | 2016  | 2017          | 2018          | 2019          | 2020          | 2021          | 2022          | 2023          | Итог   | В/П за карьеру |
| ---------------------------- | ------------- | ------------- | ----- | ------------- | ------------- | ------------- | ------------- | ------------- | ------------- | ------------- | ------ | -------------- |
| Турниры Большого шлема       |               |               |       |               |               |               |               |               |               |               |        |                |
| Открытый чемпионат Австралии | -             | К             | 1Р    | 1Р            | 4Р            | 2Р            | 1/4           | 3Р            | 2Р            | 2Р            | 0 / 8  | 12-8           |
| Открытый чемпионат Франции   | К             | К             | 1Р    | 2Р            | 4Р            | 1Р            | 1Р            | 3Р            | 1Р            | 1Р            | 0 / 8  | 6-8            |
| Уимблдонский турнир          | 1Р            | 1Р            | 1Р    | 3Р            | 3Р            | 3Р            | НП            | 1Р            | 2Р            | 2Р            | 0 / 9  | 8-9            |
| Открытый чемпионат США       | -             | 4Р            | 1Р    | 1Р            | 1Р            | 3Р            | 4Р            | 3Р            | 2Р            | -             | 0 / 8  | 11-7           |
| Итог                         | 0 / 1         | 0 / 2         | 0 / 4 | 0 / 4         | 0 / 4         | 0 / 4         | 0 / 3         | 0 / 4         | 0 / 4         | 0 / 3         | 0 / 33 |                |
| В/П в сезоне                 | 0-1           | 3-2           | 0-4   | 3-4           | 8-4           | 5-3           | 7-3           | 6-4           | 3-4           | 2-3           |        | 37-32          |
| Олимпийские игры             |               |               |       |               |               |               |               |               |               |               |        |                |
| Олимпийские игры             | Не проводился | Не проводился | -     | Не проводился | Не проводился | Не проводился | Не проводился | 1Р            | Не проводился | Не проводился | 0 / 1  | 0-1            |
| Итоговые турниры             |               |               |       |               |               |               |               |               |               |               |        |                |
| Итоговый турнир WTA          | -             | -             | -     | -             | -             | -             | НП            | Ф             | -             | -             | 0 / 1  | 3-2            |
| Трофей элиты WTA             | -             | -             | -     | -             | Группа        | -             | Не проводился | Не проводился | Не проводился | -             | 0 / 1  | 1-1            |

К — проигрыш в квалификационном турнире.

## Награды
- Орден Белой звезды III степени (2024)
- Крест «За заслуги» II класса (2021, Министерство иностранных дел Эстонии)[12]